# Abigél Joó
Dans le nom hongrois Joó Abigél, le nom de famille précède le prénom, mais cet article utilise l’ordre habituel en français Abigél Joó, où le prénom précède le nom.
Abigél Joó ([ joː]), née le 6 août 1990 à Budapest, est une judokate hongroise. Elle évolue dans la catégorie des moins de 78 kg (poids mi-lourds). 
Elle est sacrée à deux reprises championne d'Europe (en 2010 et 2012) et est médaillée de bronze en 2013, 2014 et 2017. Elle a triomphé en 2011 au Grand Prix de Bakou.
Aux Jeux olympiques de Londres en 2012 elle a failli conquérir une médaille, mais dans les dernières secondes elle a dû céder le bronze à la Française Audrey Tcheumeo. Elle est éliminée en repêchages aux  Jeux olympiques de Rio en 2016.